# John Rand

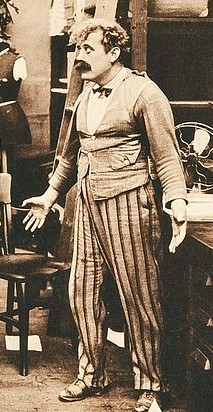
John Rand in The Bank (1917)

John Rand (* 19. November 1871 in New Haven, Connecticut; † 25. Januar 1940 in Los Angeles, Kalifornien) war ein US-amerikanischer Schauspieler.

## Leben und Karriere
Der langjährige Zirkusclown John Rand übernahm zwischen 1915 und 1936 regelmäßig kleinere Nebenrollen in Filmen von Charlie Chaplin. Er war festes Mitglied von Chaplins Schauspielensemble und verkörperte oft Polizisten, Kellner oder Gäste. Er wirkte in vier Langfilmen von Chaplin mit, darunter als Requisiteur in Der Zirkus (1928) sowie als Kellner in Moderne Zeiten (1936). Rand trat auch in den Filmen anderer Stummfilmkomiker auf, so spielte er den Boss von Buster Keaton und Roscoe Arbuckle in Der Koch von 1918. In der Tonfilmära erhielt Rand nur noch kleinere Rollen, spielte aber in den 1930er-Jahren in einigen Kurzfilm-Komödien der Three Stoges.
Seine letzte von rund 85 Filmrollen spielte Rand in seinem Todesjahr als Farmer in der Buster-Keaton-Komödie Nothing But Pleasure. Er starb im November 1940 im Alter von 68 Jahren.

## Filmografie (Auswahl)
- 1913: Love and Rubbish
- 1915: Die Bank (The Bank)
- 1915: Eine Nacht im Variété (A Night in the Show)
- 1915: Gekidnappt (Shanghaied)
- 1916: Der Vagabund (The Vagabond)
- 1916: Charlie Chaplins Carmen-Parodie (A Burlesque on Carmen)
- 1916: Das Pfandhaus (The Pawnshop)
- 1916: Polizei (Police)
- 1916: Der Ladenaufseher (The Floorwalker)
- 1916: Die Rollschuhbahn (The Rink)
- 1916: Der Graf (The Count)
- 1916: Hinter der Leinwand (Behind the Screen)
- 1916: Der Feuerwehrmann (The Fireman)
- 1917: Leichte Straße (Easy Street)
- 1917: Die Kur (The Cure)
- 1917: Der Einwanderer (The Immigrant)
- 1917: Der Abenteurer (The Adventurer)
- 1918: Gewehr über (Shoulder Arms)
- 1918: Der Koch (The Cook)
- 1919: Hearts and Flowers
- 1920: Down on the Farm
- 1921: Die feinen Leute (The Idle Class)
- 1922: Zahltag (Pay Day)
- 1925: Goldrausch (The Gold Rush)
- 1928: Der Zirkus (The Circus)
- 1931: Lichter der Großstadt (City Lights)
- 1936: Moderne Zeiten (Modern Times)
- 1938: Blondie
- 1940: The Three Stooges – You Nazty Spy!
- 1940: Nothing But Pleasure